# خالي تيام
خالي تيام (بالفرنسية: Khaly Thiam)‏ (7 يناير 1994 بداكار في السنغال - ) هو لاعب كرة قدم سنغالي في مركز الوسط. لعب مع شيكاغو فاير ونادي بودابست وKaposvári Rákóczi FC ‏.

## وصلات خارجية
- خالي تيام على موقع اتحاد تركيا (لاعب) (الإنجليزية)
- خالي تيام على موقع الدوري الأمريكي (الإنجليزية)
- خالي تيام على موقع قاعدة بيانات كرة القدم.إي يو (الإنجليزية)
- خالي تيام على موقع Soccerway.com (الإنجليزية)
- خالي تيام على موقع عالم كرة القدم.نت (الإنجليزية)